# Copa América 2001 (soupisky)
Soupisky na Copa América 2001, která se hrála v Kolumbii.
| Zlato               | Stříbro           | Bronz               |
| ------------------- | ----------------- | ------------------- |
| Kolumbie • Soupiska | Mexiko • Soupiska | Honduras • Soupiska |

## Skupina A

### Chile
Hlavní trenér:  Pedro García
| Jméno               | Datum narození | Datum úmrtí | Klub                      |
| Brankáři            | Brankáři       | Brankáři    | Brankáři                  |
| ------------------- | -------------- | ----------- | ------------------------- |
| Sergio Vargas       | 17.8.1965      |             | Club Universidad de Chile |
| Carlos Toro         | 4.2.1976       |             | Santiago Wanderers        |
| Nelson Tapia -      | 22.6.1966      |             | CA Vélez Sarsfield        |
| Obránci             |                |             |                           |
| Mauricio Pozo       | 16.8.1970      |             | CD Cobreloa               |
| David Henríquez     | 12.7.1977      |             | Colo-Colo                 |
| Luis Fuentes        | 14.8.1971      |             | CD Cobreloa               |
| Pedro Reyes         | 13.11.1972     |             | AJ Auxerre                |
| Eros Pérez          | 3.6.1976       |             | CA Colón                  |
| Mauricio Aros       | 9.3.1976       |             | Club Universidad de Chile |
| Ricardo Rojas       | 7.5.1974       |             | Club América              |
| Rodrigo Barra       | 24.9.1975      |             | Santiago Wanderers        |
| Záložníci           |                |             |                           |
| Claudio Maldonado   | 3.1.1980       |             | São Paulo FC              |
| Alejandro Osorio    | 24.9.1976      |             | Estudiantes de La Plata   |
| Rodrigo Valenzuela  | 29.11.1975     |             | Santiago Wanderers        |
| Moisés Villarroel   | 12.2.1976      |             | Santiago Wanderers        |
| Marco Villaseca     | 15.3.1975      |             | Colo-Colo                 |
| Pablo Galdames      | 26.6.1974      |             | Cruz Azul                 |
| Rodrigo Núñez       | 5.2.1977       |             | Santiago Wanderers        |
| Útočníci            |                |             |                           |
| Reinaldo Navia      | 10.5.1978      |             | Tecos FC                  |
| Manuel Neira        | 12.10.1977     |             | Unión Española            |
| Marcelo Corrales    | 20.2.1971      |             | Unión San Felipe          |
| Cristián Montecinos | 19.12.1970     |             | Deportes Concepción       |

### Kolumbie
Hlavní trenér:  Francisco Maturana
| Jméno                 | Datum narození | Datum úmrtí | Klub                   |
| Brankáři              | Brankáři       | Brankáři    | Brankáři               |
| --------------------- | -------------- | ----------- | ---------------------- |
| Óscar Córdoba         | 9.2.1970       |             | CA Boca Juniors        |
| Miguel Calero         | 14.4.1971      |             | CF Pachuca             |
| Obránci               |                |             |                        |
| Iván Córdoba -        | 11.8.1976      |             | FC Inter Milán         |
| Mario Yepes           | 13.1.1976      |             | CA River Plate         |
| Roberto Carlos Cortés | 20.6.1977      |             | Independiente Medellín |
| Andrés Orozco         | 18.3.1979      |             | Independiente Medellín |
| Iván López            | 13.5.1978      |             | Independiente Santa Fe |
| Jersson González      | 16.2.1975      |             | América de Cali        |
| Gerardo Bedoya        | 26.9.1975      |             | Deportivo Cali         |
| Záložníci             |                |             |                        |
| Fabián Vargas         | 17.4.1980      |             | América de Cali        |
| David Ferreira        | 9.8.1979       |             | América de Cali        |
| John Restrepo         | 22.8.1977      |             | Independiente Medellín |
| Juan Carlos Ramírez   | 22.3.1972      |             | Atlético Junior        |
| Freddy Grisales       | 22.9.1975      |             | Atlético Nacional      |
| Óscar Díaz            | 6.6.1972       |             | Cortuluá FC            |
| Mauricio Molina       | 30.4.1980      |             | Envigado FC            |
| Giovanni Hernández    | 16.6.1976      |             | Deportivo Cali         |
| Útočníci              |                |             |                        |
| Elson Becerra         | 26.4.1978      |             | Deportes Tolima        |
| Víctor Aristizábal    | 9.12.1971      |             | Deportivo Cali         |
| Eudalio Arriaga       | 19.9.1975      |             | Atlético Junior        |
| Elkin Murillo         | 20.9.1977      |             | Deportivo Cali         |
| Jairo Castillo        | 17.11.1977     |             | CA Vélez Sarsfield     |

### Ekvádor
Hlavní trenér:  Hernán Darío Gómez
| Jméno               | Datum narození | Datum úmrtí | Klub           |
| Brankáři            | Brankáři       | Brankáři    | Brankáři       |
| ------------------- | -------------- | ----------- | -------------- |
| José Cevallos       | 17.4.1971      |             | Barcelona SC   |
| Oswaldo Ibarra      | 8.9.1969       |             | CD El Nacional |
| Obránci             |                |             |                |
| Augusto Porozo      | 13.4.1974      |             | CS Emelec      |
| Iván Hurtado        | 16.8.1974      |             | Tigres UANL    |
| Ulises de la Cruz   | 8.2.1974       |             | Barcelona SC   |
| Raúl Guerrón        | 12.10.1976     |             | SD Quito       |
| Walter Ayoví        | 11.8.1979      |             | CS Emelec      |
| Giovanny Espinoza   | 12.4.1977      |             | SD Aucas       |
| Alfonso Obregón     | 12.5.1972      |             | Delfín SC      |
| Jorge Guagua        | 28.9.1981      |             | CD El Nacional |
| Záložníci           |                |             |                |
| Juan Carlos Burbano | 15.2.1969      |             | CD El Nacional |
| Juan Aguinaga       | 4.1.1978       |             | CD ESPOLI      |
| Álex Aguinaga -     | 9.7.1968       |             | Club Necaxa    |
| Marlon Ayoví        | 27.9.1971      |             | SD Quito       |
| Cléber Chalá        | 29.6.1971      |             | CD El Nacional |
| Édison Méndez       | 16.3.1979      |             | SD Quito       |
| Edwin Tenorio       | 16.6.1976      |             | SD Aucas       |
| Wellington Sánchez  | 19.6.1974      |             | CS Emelec      |
| Útočníci            |                |             |                |
| Ebelio Ordóñez      | 3.11.1973      |             | CD El Nacional |
| Félix Borja         | 2.4.1983       |             | CD El Nacional |
| Agustín Delgado     | 23.12.1974     |             | Club Necaxa    |
| Ángel Fernández     | 2.8.1971       |             | CD El Nacional |

### Venezuela
Hlavní trenér:  Richard Páez
| Jméno             | Datum narození | Datum úmrtí | Klub                     |
| Brankáři          | Brankáři       | Brankáři    | Brankáři                 |
| ----------------- | -------------- | ----------- | ------------------------ |
| Rafael Dudamel    | 7.1.1973       |             | Deportivo Cali           |
| Manuel Sanhouse   | 16.7.1975      |             | Caracas FC               |
| Renny Vega        | 4.7.1979       |             | Club Nacional Táchira    |
| Obránci           |                |             |                          |
| Luis Vallenilla   | 13.3.1974      |             | Caracas FC               |
| José Manuel Rey   | 20.5.1975      |             | Caracas FC               |
| Wilfredo Alvarado | 4.10.1970      |             | Club Nacional Táchira    |
| Elvis Martínez    | 4.10.1970      |             | Deportivo Táchira FC     |
| Leonel Vielma     | 30.8.1978      |             | Estudiantes de Mérida FC |
| Rafael Mea Vitali | 17.2.1975      |             | Caracas FC               |
| Záložníci         |                |             |                          |
| Miguel Mea Vitali | 19.2.1981      |             | UE Lleida                |
| Luis Vera -       | 9.3.1973       |             | Caracas FC               |
| Gabriel Urdaneta  | 7.1.1976       |             | FC Luzern                |
| Ricardo Páez      | 9.2.1979       |             | Deportivo Táchira FC     |
| Leopoldo Jiménez  | 22.5.1978      |             | Deportivo Miranda FC     |
| Giovanni Pérez    | 14.10.1974     |             | Deportivo Miranda FC     |
| Jorge Rojas       | 10.1.1977      |             | Caracas FC               |
| Juan Arango       | 16.5.1980      |             | CF Monterrey             |
| Héctor González   | 11.4.1977      |             | Caracas FC               |
| Útočníci          |                |             |                          |
| Daniel Noriega    | 30.3.1977      |             | CA Unión                 |
| Alexander Rondón  | 30.8.1977      |             | Caracas FC               |
| Cristian Cásseres | 29.6.1977      |             | CF La Piedad             |

## Skupina B

### Brazílie
Hlavní trenér:  Luiz Felipe Scolari
| Jméno                | Datum narození | Datum úmrtí | Klub                             |
| Brankáři             | Brankáři       | Brankáři    | Brankáři                         |
| -------------------- | -------------- | ----------- | -------------------------------- |
| Marcos               | 4.8.1973       |             | Sociedade Esportiva Palmeiras    |
| Dida                 | 7.10.1973      |             | AC Milán                         |
| Obránci              |                |             |                                  |
| Juliano Belletti     | 20.6.1976      |             | São Paulo FC                     |
| Cris                 | 3.6.1977       |             | Cruzeiro Esporte Clube           |
| Roque Júnior         | 31.8.1976      |             | AC Milán                         |
| Roger                | 25.4.1975      |             | Grêmio Foot-Ball Porto Alegrense |
| Alessandro           | 21.9.1977      |             | CA Paranaense                    |
| Luisão               | 13.2.1981      |             | Cruzeiro Esporte Clube           |
| Juan                 | 1.2.1979       |             | CR Flamengo                      |
| Júnior               | 20.6.1973      |             | Parma Calcio 1913                |
| Záložníci            |                |             |                                  |
| Eduardo Costa        | 23.9.1982      |             | Grêmio Foot-Ball Porto Alegrense |
| Geovanni             | 11.1.1980      |             | Cruzeiro Esporte Clube           |
| Emerson -            | 4.4.1976       |             | AS Řím                           |
| Juninho Paulista     | 22.2.1973      |             | CR Vasco da Gama                 |
| Denílson             | 24.8.1977      |             | Real Betis                       |
| Juninho Pernambucano | 30.1.1975      |             | CR Vasco da Gama                 |
| Fábio Rochemback     | 10.12.1981     |             | Sport Club Internacional         |
| Fernando Menegazzo   | 3.5.1981       |             | Esporte Clube Juventude          |
| Alex                 | 14.9.1977      |             | Sociedade Esportiva Palmeiras    |
| Útočníci             |                |             |                                  |
| Guilherme Alves      | 8.5.1974       |             | CA Mineiro                       |
| Ewerthon             | 10.6.1981      |             | SC Corinthians Paulista          |
| Mário Jardel         | 18.9.1973      |             | Galatasaray SK                   |

### Mexiko
Hlavní trenér:  Javier Aguirre
| Jméno                 | Datum narození | Datum úmrtí                         | Klub           |
| Brankáři              | Brankáři       | Brankáři                            | Brankáři       |
| --------------------- | -------------- | ----------------------------------- | -------------- |
| Oswaldo Sánchez       | 21.9.1973      |                                     | CD Guadalajara |
| Óscar Pérez           | 1.2.1973       |                                     | Cruz Azul      |
| Adrián Martínez       | 7.6.1973       |                                     | Santos Laguna  |
| Obránci               |                |                                     |                |
| Alberto Rodríguez     | 1.4.1974       |                                     | CF Pachuca     |
| Heriberto Morales     | 10.3.1975      |                                     | CA Morelia     |
| Rafael Márquez        | 13.2.1979      |                                     | AS Monaco FC   |
| Manuel Vidrio         | 23.8.1972      |                                     | CF Pachuca     |
| Octavio Valdez        | 7.12.1973      |                                     | CF Pachuca     |
| Ignacio Hierro        | 22.6.1978      |                                     | Atlante FC     |
| Záložníci             |                |                                     |                |
| Gerardo Torrado       | 30.4.1979      |                                     | CD Tenerife    |
| Alberto García Aspe - | 11.5.1967      |                                     | Club Puebla    |
| Cesáreo Victorino     | 19.3.1979      |                                     | CF Pachuca     |
| Sigifredo Mercado     | 21.12.1968     |                                     | Club León      |
| Julio Rodríguez       | 7.8.1979       |                                     | Atlas FC       |
| Joaquin Reyes         | 20.2.1978      |                                     | Santos Laguna  |
| Johan Rodríguez       | 15.8.1975      |                                     | Santos Laguna  |
| Jesús Arellano        | 8.5.1973       |                                     | CF Monterrey   |
| Útočníci              |                |                                     |                |
| Jared Borgetti        | 14.8.1973      |                                     | Santos Laguna  |
| Daniel Osorno         | 16.3.1979      |                                     | Atlas FC       |
| Antonio de Nigris     | 1.4.1978       | 15. listopadu 2009 (ve věku 31 let) | CF Monterrey   |
| Miguel Zepeda         | 25.5.1976      |                                     | Atlas FC       |
| Ramón Morales         | 10.10.1975     |                                     | CD Guadalajara |

### Paraguay
Hlavní trenér:  Sergio Markarián
| Jméno                | Datum narození | Datum úmrtí                        | Klub             |
| Brankáři             | Brankáři       | Brankáři                           | Brankáři         |
| -------------------- | -------------- | ---------------------------------- | ---------------- |
| Ricardo Tavarelli    | 7.1.1973       |                                    | Club Olimpia     |
| Justo Villar         | 30.6.1977      |                                    | Club Libertad    |
| Obránci              |                |                                    |                  |
| Néstor Isasi         | 9.4.1972       |                                    | Club Guaraní     |
| Dani Cáceres -       | 6.10.1973      |                                    | Cerro Porteño    |
| Daniel Sanabria      | 8.2.1977       |                                    | Club Libertad    |
| Pánfilo Escobar      | 7.9.1974       |                                    | Sportivo Luqueño |
| Darío Verón          | 26.7.1979      |                                    | Club Guaraní     |
| Pedro Benítez        | 23.3.1981      |                                    | Sportivo Luqueño |
| Denis Caniza         | 29.8.1974      |                                    | CA Lanús         |
| Záložníci            |                |                                    |                  |
| Alfredo Amarilla     | 7.10.1972      |                                    | Sportivo Luqueño |
| Estanislao Struway   | 25.6.1968      |                                    | Cerro Porteño    |
| Edgar Robles         | 22.11.1977     | 28. prosince 2016 (ve věku 39 let) | Club Libertad    |
| Gustavo Morínigo     | 23.1.1977      |                                    | Club Libertad    |
| Guido Alvarenga      | 24.8.1970      |                                    | Cerro Porteño    |
| Luis Núñez           | 3.5.1980       |                                    | Sportivo Luqueño |
| Julio César Enciso   | 5.8.1974       |                                    | Club Olimpia     |
| Silvio Garay         | 20.9.1973      |                                    | Cerro Porteño    |
| Emilio Martínez      | 10.4.1981      |                                    | Cerro Porteño    |
| Útočníci             |                |                                    |                  |
| Miguel Ángel Cáceres | 6.6.1978       |                                    | Levante UD       |
| Virgilio Ferreira    | 28.1.1973      |                                    | Cerro Porteño    |
| Julio González       | 26.8.1981      |                                    | Club Guaraní     |
| Arístides Masi       | 14.1.1977      |                                    | Sportivo Luqueño |

### Peru
Hlavní trenér:  Julio César Uribe
| Jméno                    | Datum narození | Datum úmrtí | Klub                             |
| Brankáři                 | Brankáři       | Brankáři    | Brankáři                         |
| ------------------------ | -------------- | ----------- | -------------------------------- |
| Óscar Ibáñez             | 8.8.1967       |             | Club Universitario de Deportes   |
| Marco Flores             | 29.5.1977      |             | Alianza Lima                     |
| Francisco Bazán          | 10.10.1980     |             | Deportivo Wanka                  |
| Obránci                  |                |             |                                  |
| Walter Zevallos          | 15.4.1973      |             | Alianza Lima                     |
| José Soto                | 11.1.1970      |             | Alianza Lima                     |
| Martín Hidalgo           | 15.6.1976      |             | Club Sporting Cristal            |
| Juan Pajuelo             | 23.9.1974      |             | CA Los Andes                     |
| Juan Francisco Hernández | 24.6.1978      |             | Club Juan Aurich                 |
| Santiago Salazar         | 2.11.1975      |             | Club Sporting Cristal            |
| Walter Vílchez           | 20.2.1982      |             | Unión Minas                      |
| Záložníci                |                |             |                                  |
| Juan Jayo -              | 20.1.1973      |             | Celta de Vigo                    |
| Édson Uribe              | 9.5.1982       |             | Deportivo Maldonado              |
| Jorge Soto               | 27.10.1971     |             | Club Sporting Cristal            |
| Pedro Alejandro García   | 4.3.1974       |             | Club Alianza Atlético de Sullana |
| José del Solar           | 28.11.1967     |             | KV Mechelen                      |
| Luis Hernández           | 15.2.1981      |             | Alianza Lima                     |
| Gustavo Tempone          | 14.4.1970      |             | Sport Boys Association           |
| Útočníci                 |                |             |                                  |
| Abel Lobatón             | 23.11.1977     |             | Club Universitario de Deportes   |
| Darío Muchotrigo         | 17.12.1970     |             | Ionikos FC                       |
| Roberto Holsen           | 10.8.1976      |             | Alianza Lima                     |
| Pedro Ascoy              | 10.8.1980      |             | Club Juan Aurich                 |

## Skupina C

### Bolívie
Hlavní trenér:  Carlos Aragonés
| Jméno                    | Datum narození | Datum úmrtí | Klub                 |
| Brankáři                 | Brankáři       | Brankáři    | Brankáři             |
| ------------------------ | -------------- | ----------- | -------------------- |
| Carlos Erwin Arias       | 18.2.1980      |             | Club Blooming        |
| Hamlet Barrientos        | 8.1.1978       |             | Club The Strongest   |
| Obránci                  |                |             |                      |
| Marco Sandy              | 29.8.1971      |             | Club Bolívar         |
| Percy Colque             | 23.10.1976     |             | Club The Strongest   |
| Marcelo Carballo         | 7.12.1974      |             | CD Jorge Wilstermann |
| Luis Gatty Ribeiro       | 1.11.1979      |             | Club Bolívar         |
| Lorgio Álvarez           | 29.6.1978      |             | Club Blooming        |
| Ronald Raldes            | 20.4.1981      |             | CD Oriente Petrolero |
| Eduardo Jiguchi          | 24.8.1970      |             | CD Jorge Wilstermann |
| Záložníci                |                |             |                      |
| José Loayza              | 9.9.1976       |             | CD Jorge Wilstermann |
| Raúl Justiniano          | 29.9.1977      |             | Club Blooming        |
| Franz Calustro           | 9.3.1974       |             | CD Oriente Petrolero |
| Julio César Baldivieso - | 2.12.1971      |             | CD Cobreloa          |
| Wilson Escalante         | 6.5.1977       |             | CD Oriente Petrolero |
| Ronald García            | 17.12.1980     |             | Club Bolívar         |
| Limberg Gutiérrez        | 19.11.1977     |             | Nacional Montevideo  |
| Gonzalo Galindo          | 20.10.1974     |             | CD Jorge Wilstermann |
| Richard Rojas            | 27.2.1975      |             | Club The Strongest   |
| Útočníci                 |                |             |                      |
| Joaquín Botero           | 10.12.1977     |             | Club Bolívar         |
| Líder Paz                | 2.12.1974      |             | Club The Strongest   |
| Milton Coimbra           | 4.5.1975       |             | CD Oriente Petrolero |
| Roger Suárez             | 2.4.1977       |             | CD Oriente Petrolero |

### Kostarika
Hlavní trenér:  Alexandre Guimarães
| Jméno             | Datum narození | Datum úmrtí                        | Klub                   |
| Brankáři          | Brankáři       | Brankáři                           | Brankáři               |
| ----------------- | -------------- | ---------------------------------- | ---------------------- |
| Erick Lonnis      | 9.9.1965       |                                    | Deportivo Saprissa     |
| Lester Morgan     | 2.5.1976       | 1. listopadu 2002 (ve věku 26 let) | CS Herediano           |
| Ricardo González  | 6.3.1974       |                                    | LD Alajuelense         |
| Obránci           |                |                                    |                        |
| Jervis Drummond   | 8.9.1976       |                                    | Deportivo Saprissa     |
| Luis Marín        | 10.8.1974      |                                    | LD Alajuelense         |
| Rónald González - | 8.8.1970       |                                    | Comunicaciones FC      |
| Gilberto Martínez | 1.10.1979      |                                    | Deportivo Saprissa     |
| Mauricio Solís    | 13.12.1972     |                                    | LD Alajuelense         |
| Austin Berry      | 5.4.1971       |                                    | CS Herediano           |
| Harold Wallace    | 7.9.1975       |                                    | LD Alajuelense         |
| Reynaldo Parks    | 4.12.1974      |                                    | Tecos FC               |
| Carlos Castro     | 10.9.1978      |                                    | LD Alajuelense         |
| Záložníci         |                |                                    |                        |
| Wilmer López      | 3.8.1971       |                                    | LD Alajuelense         |
| Walter Centeno    | 6.10.1974      |                                    | Deportivo Saprissa     |
| Robert Arias      | 18.3.1980      |                                    | CS Herediano           |
| Steven Bryce      | 16.8.1977      |                                    | LD Alajuelense         |
| Hernán Medford    | 23.5.1968      |                                    | Club Necaxa            |
| Rodrigo Cordero   | 4.12.1973      |                                    | CS Herediano           |
| Útočníci          |                |                                    |                        |
| Rolando Fonseca   | 6.6.1974       |                                    | Deportivo Saprissa     |
| Paulo Wanchope    | 31.7.1976      |                                    | Manchester City FC     |
| Rónald Gómez      | 24.1.1975      |                                    | OFI Kréta              |
| William Sunsing   | 12.5.1977      |                                    | New England Revolution |

### Honduras
Hlavní trenér:  Ramón Maradiaga
| Jméno                 | Datum narození | Datum úmrtí | Klub                |
| Brankáři              | Brankáři       | Brankáři    | Brankáři            |
| --------------------- | -------------- | ----------- | ------------------- |
| Henry Enamorado       | 5.8.1977       |             | Pumas de la UNAH    |
| Noel Valladares       | 3.5.1977       |             | CF Motagua          |
| Obránci               |                |             |                     |
| Hesler Phillips       | 18.11.1978     |             | Pumas de la UNAH    |
| David Cárcamo         | 2.8.1970       |             | CD Victoria         |
| Samuel Caballero      | 24.12.1974     |             | CD Olimpia          |
| Carlos Güity          | 3.3.1974       |             | CDS Vida            |
| Limber Pérez          | 26.7.1976      |             | Pumas de la UNAH    |
| Junior Izaguirre      | 12.8.1979      |             | CF Motagua          |
| Ninrol Medina         | 26.8.1976      |             | Saltillo Soccer FC  |
| Leonardo Morales      | 8.10.1975      |             | CDS Vida            |
| Záložníci             |                |             |                     |
| Milton Reyes          | 2.5.1974       |             | CF Motagua          |
| Óscar Lagos           | 17.6.1973      |             | CF Motagua          |
| Julio César de León   | 13.9.1979      |             | CD Olimpia          |
| Robel Bernárdez       | 8.6.1972       |             | CF Motagua          |
| Mario César Rodríguez | 31.7.1975      |             | CD Victoria         |
| Ricky García          | 27.7.1971      |             | CD Victoria         |
| Reynaldo Pineda       | 6.8.1978       |             | Deportes Savio FC   |
| Danilo Turcios        | 8.5.1978       |             | Deportivo Maldonado |
| Amado Guevara -       | 2.5.1976       |             | Neza FC             |
| Útočníci              |                |             |                     |
| David Suazo           | 5.11.1979      |             | Cagliari Calcio     |
| Marvin Brown          | 11.5.1974      |             | CDS Vida            |
| Saul Martínez         | 29.1.1976      |             | CF Motagua          |

### Uruguay
Hlavní trenér:  Víctor Púa
| Jméno                 | Datum narození | Datum úmrtí | Klub                   |
| Brankáři              | Brankáři       | Brankáři    | Brankáři               |
| --------------------- | -------------- | ----------- | ---------------------- |
| Gustavo Munúa         | 27.1.1978      |             | Nacional Montevideo    |
| Adrián Berbia         | 12.10.1977     |             | CA Peñarol             |
| Obránci               |                |             |                        |
| Joe Bizera            | 17.5.1980      |             | CA Peñarol             |
| Gonzalo Sorondo -     | 9.10.1979      |             | Defensor Sporting      |
| Carlos Díaz           | 4.2.1979       |             | Defensor Sporting      |
| Pablo Lima            | 26.4.1981      |             | Danubio FC             |
| Carlos Gutiérrez      | 25.12.1976     |             | River Plate Montevideo |
| Alejandro Curbelo     | 19.9.1973      |             | Montevideo Wanderers   |
| Jorge Anchén          | 17.8.1980      |             | Danubio FC             |
| Julio Pablo Rodríguez | 9.8.1977       |             | Huracán Buceo          |
| Záložníci             |                |             |                        |
| Diego Pérez           | 18.5.1980      |             | Defensor Sporting      |
| Christian Callejas    | 17.5.1978      |             | Danubio FC             |
| Andrés Martínez       | 16.10.1972     |             | Defensor Sporting      |
| Rodrigo Lemos         | 3.10.1973      |             | CA Bella Vista         |
| Rubén Olivera         | 4.5.1983       |             | Danubio FC             |
| Fabián Estoyanoff     | 27.9.1982      |             | Centro Atlético Fénix  |
| Sebastián Eguren      | 8.1.1981       |             | Montevideo Wanderers   |
| Claudio Dadómo        | 10.2.1982      |             | Montevideo Wanderers   |
| Útočníci              |                |             |                        |
| Walter Guglielmone    | 11.4.1978      |             | Montevideo Wanderers   |
| Carlos María Morales  | 1.3.1970       |             | Deportivo Toluca FC    |
| Javier Chevantón      | 12.8.1980      |             | Danubio FC             |
| Richard Morales       | 21.2.1975      |             | Nacional Montevideo    |